# 抓諜人
《抓諜人》，又譯《抓间谍的人》、《抓間諜者》，是前英國反情報官員彼得·賴特和保羅·葛林葛瑞斯合著的回憶錄。1987年在澳洲首次岀版，因涉及英國敏感國家情報，曾被英國政府查禁，引起連場法律訴訟。
彼得·賴特曾是英國軍情五處助理處長。退休後移居澳洲。1985年，彼得·賴特原定在澳洲出版回憶錄，書中指他的前上司、軍情五處處長羅傑・霍利斯爵士是蘇聯間諜，又揭露英國間諜活動內幕。英國政府向澳洲法院申請禁令，企圖阻止出版。後來，彼得·賴特的代表律師特恩布爾擊敗英國政府，《抓諜人》終於可以在澳洲出版。英國多份報紙和香港《南華早報》轉載《抓諜人》時也被英國政府起訴。1988年，因《抓諜人》的內容已經全球廣泛流傳，英國政府敗訴，禁制令被上院法官取消。

## 中譯本
- 《抓諜人: 一位資深反情報人員的自白》，星光出版社
- 《抓間諜者：一個老牌特工生涯的自述》，軍事譯文出版
- 《抓间谍的人》，吉林文史出版社